# O Vendedor de Sonhos (série literária)
O Vendedor de Sonhos é uma série de obras de autoria de Augusto Cury. Aborda-se na trilogia temáticas referentes ao universo consciente do ser humano, entre perdas e conquistas, superação e evolução. Os livros já tiveram milhões de exemplares vendidos e foram traduzidos para vários idiomas, dentre eles, inglês e alemão.
Os três livros da série são: O Vendedor de Sonhos: O Chamado, O Vendedor de Sonhos e a Revolução dos Anônimos e O Semeador de Ideias. Foi lançado ainda, em 2009, um livro relacionado à série — "De Gênio e Louco todo mundo tem um pouco". No Brasil, a série é publicada pela Editora Planeta e em Portugal, os livros são publicados pela Planeta Manuscrito.

## Livros

### "O Vendedor de Sonhos: O Chamado"
Na história, um homem desconhecido tenta salvar da morte um suicida e passa a chamar seguidores para, juntos, venderem sonhos. Ao mesmo tempo em que arrebata as pessoas e as liberta do cárcere da rotina, arruma muitos inimigos.

### "O Vendedor de Sonhos e a Revolução dos Anônimos"
Neste livro, o vendedor de sonhos continua virando a sociedade de cabeça para baixo. Depois de sofrer perdas irreparáveis e ver seu mundo desmoronar, esse misterioso homem procura reconstruir sua vida vendendo sonhos.

### "O Semeador de Ideias"
Esse homem que vende sonhos e semeia ideias, é um grande e milionário empresário, que ao perder seus filhos e sua esposa em um acidente aéreo, larga todas as suas riquezas, e passa a morar nas ruas, discursando sobre diversos temas importantes da sociedade. Por tudo o que faz e causa por onde passa, o semeador de ideias passa a ter discípulos, que o chamam de Mestre. Dois deles, Barnabé e Bartolomeu, fazem rir com suas simplicidades e jeitos, até mesmo quando está em pontos importantes da trama.

## Livros relacionados

### "De Gênio e Louco todo mundo tem um pouco"
Este livro não faz parte da série, mas é uma espécie de continuação, onde Cury conta mais a fundo, a história de Bartolomeu e Barnabé, que fazem parte do núcleo de personagens principais da série "O Vendedor de Sonhos".

## O Vendedor de Sonhospelo mundo
Os Livros de Augusto Cury podem ser encontrados em mais de 50 países do mundo. Os romances da série O Vendedor de Sonhos tiveram milhões de exemplares vendidos no Brasil. O Vendedor de Sonhos conquistou o mercado asiático e russo, foi nomeado para o melhor livro de 2009, e foi eleito no mesmo ano, a melhor ficção internacional na China. Em Portugal, os seus leitores apaixonados, organizaram um grupo de estudos para discutir as teorias de Cury, e publicaram suas conclusões sobre o assunto:
- Centro Augusto Cury